# Flughafen Kursk Wostotschny

i7
i11
i13
Der Flughafen Kursk Wostotschny (russisch Аэропорт Курск-Восточный ‚Aeroport Kursk-Wostotschny‘, IATA-Code: URS, ICAO-Code: UUOK), auch bekannt als Flughafen Chalino, ist ein weitgehend militärisch genutzter Flughafen 7 km östlich von Kursk. Er verfügt über eine 2500 m lange Start- und Landebahn.

## Zwischenfälle
- Am 4. November 1972 wurde eine Antonow An-24B der sowjetischen Aeroflot (Luftfahrzeugkennzeichen CCCP-46202) im Anflug auf den Flughafen Kursk Wostotschny unter schwierigen Wetterbedingungen, zu denen auch Schneefall gehörte, unter den Gleitpfad geflogen. Das Flugzeug berührte 2.500 Meter vor der inneren Markierung Bäume; es kam zu einer Bruchlandung. Die Maschine ging in Flammen auf. Alle drei Besatzungsmitglieder, die einzigen Insassen auf dem Überführungsflug, überlebten diesen CFIT (Controlled flight into terrain).[4]

- Am 8. März 1981 wurde eine Antonow An-24T der Aeroflot (СССР-46280) im Anflug auf den Flugplatz Kursk-Wostotschny 400 Meter vor dem Flughafen in den Boden geflogen. Das Flugzeug fing Feuer und brannte aus. Alle fünf Besatzungsmitglieder, die einzigen Insassen auf dem Frachtflug, überlebten diesen CFIT (Controlled flight into terrain).[5]